# 浦和希
浦和希（日语：／ Ura Kazuki，1995年10月18日—）是日本男聲優，隸屬於VIMS。

## 配音作品

### 電視動畫
2018年
- 黃金神威 第2期（士兵們）
- 多田君不戀愛（學生）
- Happy Sugar Life（客人）
- 末班车后，在胶囊旅馆，向上司传递微热的夜晚。（男性工作人員）

2019年
- Dimension High School（園藝部員 土屋）—真人出演
- 普通攻擊是全體二連擊，這樣的媽媽你喜歡嗎？
- 籃球少年王（丸高新入部員、西脇的舎弟）

2020年
- 籃球少年王（大榮部員）
- 請在伸展台上微笑（遠的製版師A）
- 輝夜姬想讓人告白～天才們的戀愛頭腦戰～（男學生）
- 遊戲王SEVENS（合唱團[2]）

2021年
- 遊戲王SEVENS（側近[3]、路地原理[4]）
- 不要欺負我，長瀞同學（男性、男子）
- 如果究極進化的完全沉浸RPG比現實還更像垃圾遊戲的話（守口達也）
- TSUKIPRO THE ANIMATION 2（高地正人）
- 前輩有夠煩（男子A）

2022年
- 終末的後宮（土井翔太[5]）
- 擅長捉弄人的高木同學3（學生A）
- Futsal Boys!!!!!（相庭京介[6]）
- Platinum End（年輕人A）
- 平家物語（源氏兵1）
- 闇影詩章 烈焰（真壁昴[7]、貝克魯斯）
- Healer Girl 歌癒少女（副會長）
- 舞動不止（男學生B）
- 秋葉原冥途戰爭（客人、綠川）
- BLUE LOCK 藍色監獄（潔世一[8]）
- 我家師傅沒有尾巴（黑道1、男B、黑道3、討債者2、內弟子D、警官1）
- 戀愛Flops（男學生）
- VAZZROCK THE ANIMATION（工作人員A）

2023年
- TechnoRoid 超技舞台（鈷伯特[9]、櫻坂呼歌）
- 熊熊勇闖異世界PUNCH！（巴伯爾德）
- 七魔劍支配天下（槍兵、男學生A）
- 藍色管弦樂（本）
- 文豪Stray Dogs 第5期（特命先任護衛官B、福地櫻痴〈少年〉）
- 不死少女的謀殺鬧劇（ファルク[10]）
- 神明選拔（ゴロー[11]）
- 想當冒險者前往都市的女兒成為S級（白[12]）

2024年
- 多數欠（一之瀨龍太[13]）
- 杖與劍的魔劍譚（ゴードン・バレー[14]）
- 新幹線變形機器人 CHANGE THE WORLD（西大路大和[15]）
- BLUE LOCK 藍色監獄 VS. U-20 JAPAN（潔世一[16]）

2025年
- 全修。（ルーク・ブレイブハート[17]）
- 青春特調蜂蜜檸檬蘇打（男學生）
- 終究，與你相戀。（羽澤輝月[18]）
- WIND BREAKER—防風少年—（榊雨龍[19]）
- 黑化吧！聖女大人（加洛特[20]）
- 水屬性的魔法師（阿貝爾[21]）
- 桃源暗鬼（一之瀨四季[22]）
- GACHIAKUTA（弗洛[23]）
- 異世界小白玩家 －用 HP1 展開最強最快的迷宮攻略－（桐原行人[24]）
- 最後可以再拜託您一件事嗎？（希格魯德·弗格雷普[25]）

2026年
- 終究，與你相戀。 第2期（羽澤輝月[26]）

時期未定
- 新宿//Actors-Nova（小岩井凜一）

### 劇場動畫
2021年
- 鋼彈Reconguista in G III 來自宇宙的遺産（史蒂芬）

2022年
- 灌籃高手 THE FIRST SLAM DUNK

2024年
- 劇場版 BLUE LOCK 藍色監獄 -EPISODE 凪-（潔世一[27]）

### 網路動畫
2022年
- 狂賭之淵 雙（學生B）

### 遊戲
2020年
- 怪物彈珠（2020年 - 2021年 雷桑[28]、布雷克[29]）

2024年
- 刀劍亂舞（火車切）
- 2025年
- 銀與血 (諾亞 • 奈蒙特)
- 龍族幻想 (諾頓)

## 外部連結
- 經紀公司個人資料頁 （页面存档备份，存于）（日語）
- 浦和希的X（前Twitter）（日語）